# Rameau postérieur du nerf obturateur
Le rameau postérieur du nerf obturateur est un nerf mixte du membre inférieur.

## Origine
Le rameau postérieur du nerf obturateur est une branche terminale qui nait de la division du nerf obturateur entre le muscle pectiné à l'avant et le muscle obturateur externe à l'arrière.

## Trajet
Le rameau postérieur du nerf obturateur descend derrière le muscle court adducteur et devant le muscle grand adducteur, où il se divise en de nombreuses branches musculaires qui se distribuent à ces deux muscles.

## Zone d'innervation
Par ses rameaux musculaires, il innerve le muscle court adducteur et les faisceaux supérieur et moyen du muscle grand adducteur.
Il émet généralement une branche articulaire qui pénètre dans la fosse poplitée et qui innerve l'articulation fémoro-tibiale et l'artère poplitée.